# Strzelno
Strzelno este un oraș în Polonia.

## Personalități născute aici
- Albert Abraham Michelson (1852 - 1931), fizician evreu-american, Premiul Nobel pentru Fizică.